# Latåsens naturreservat
Latåsens naturreservat är ett naturreservat i Ockelbo kommun i Gävleborgs län.
Området är naturskyddat sedan 2018 och är 18 hektar stort. Reservatet omfattar en barrskog i en östvänd sluttning, där det även finns en del inslag av främst björk, men även enstaka grova aspar, död asp och gammal sälg. 